# 에단 레이드로
에단 레이드로(Ethan Laidlaw, 1899년 11월 25일 ~ 1963년 5월 25일)는 미국의 배우이다.
뷰트에서 태어났으며 로스앤젤레스에서 사망하였다.

## 영화
- 건 힐의 결투 (1959년)
- 선다운의 결전 (1957년)
- 키스밋(영어판) (1955년)
- 레드 가터스 (1954년)
- 한없는 추적 (1953년)
- 위다웃 워닝! (1952년)
- 아이언 맨 (1951년)
- 레츠 댄스 (1950년)
- 위스퍼링 스미스 (1948년)
- 살인자들 (1946년)
- 잼 세션 (1944년)
- 그리니치 빌리지 (1944년)
- 벨 오브 더 유콘 (1944년)
- 무법자 (1943년)
- 돈 윈슬로 오브 더 네이비 (1942년)
- 멘 오브 텍사스 (1942년)
- 그린 호넷 2 (1941년)
- 버지니아 시티 (1940년) - 유니온 솔저 역
- 딕 트레이시스 G-멘 (1939년)
- 나이트 오브 나이츠 (1939년)
- 무법자 제시 제임스 (1939년)
- 저스트 어라운드 더 코너 (1938년)
- 더 게이 데스페라도 (1936년)
- 라모나 (1936년)
- 동물원 속의 살인자 (1933년)
- 폴라인의 모험 (1933년)
- 킹콩 (1933년)
- 걸 크레이지 (1932년)
- 시티 스트리트 (1931년)
- 몽키 비지니스 (1931년)